# 木材削片机

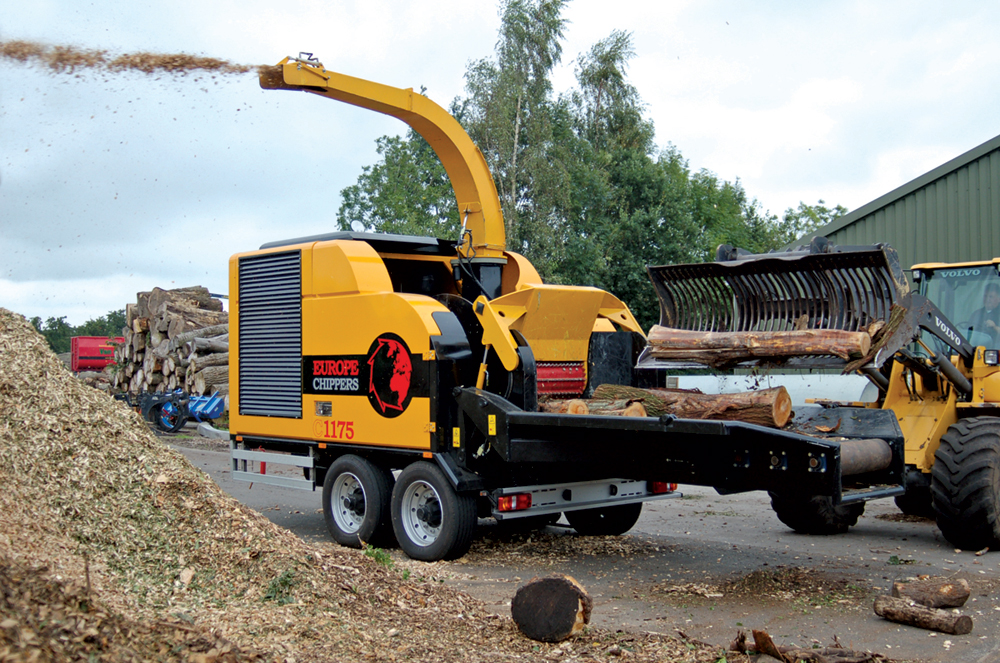
木材削片机

木材削片机是一种可将木材（通常是树枝或树干）切割成碎木屑的机器。根据美国医学会杂志2005年的一份报告顯示，1992年至2002年间，美国有31人死于木材削片机事故。